# Armeria johnsenii
Armeria johnsenii är en triftväxtart som beskrevs av Konstantinos Papanicolaou och Kokkini. Armeria johnsenii ingår i släktet triftar, och familjen triftväxter. Inga underarter finns listade i Catalogue of Life.